# Luciano Serra pilota (brano musicale)
Luciano Serra pilota è un brano del duo musicale italiano Righeira, seconda traccia del primo album in studio Righeira, pubblicato il 28 settembre 1983.

## Descrizione
Il brano è stato scritto da Johnson Righeira.

## Formazione
Righeira
- Johnson Righeira – voce
- Michael Righeira – voce

Produzione
- La Bionda – produzione